# Старший інженер-лейтенант
Старший інженер-лейтенант  (лат. ingenium — здібність, винахідливість і фр. lieu tenant — заступник, від lieu — місце і tenant — «посідає») — військове звання молодшого начальницького інженерного складу інженерно-корабельного складу в Військово-морських сил та Прикордонних військ з 1940 до 1971, а також Радянська армія у 1960—1971 роках.
Еквівалентом звання серед командного складу було: у сухопутних силах та ВМС було звання старший лейтенант. Серед військово-технічного складу РСЧА відповідним званням у 1940-42/43 роках було воєнтехнік 1 рангу, а з 1942/43 років стало старший технік-лейтенант. 
Старший інженер-лейтенант був вище за рангом ніж інженер-лейтенант і нижче за рангом ніж інженер-капітан-лейтенант.

## Історія використання

### Введення звання (1940)
Указами Президії Верховної Ради СРСР від 7 травня 1940 «Про встановлення військових звань вищого командного складу Червоної Армії» (рос. «Об установлении воинских званий высшего командного состава Красной Армии») та «Про встановлення військових звань вищого командного складу Військово-Морського Флоту» (рос. «Об установлении воинских званий высшего командного состава Военно-Морского Флота») вводилися генеральські та адміральські звання для вищого командного складу. Крім того цими указами встановлювалися нові звання для інженерів корабельної служби, які дорівнювалися до звань командного складу (в сухопутних силах технічно-інженерний склад залишив свої звання до 1942/43 років). Еквівалентом звання «воєнтехнік 1 рангу» серед корабельного інженерного складу стає звання «старший інженер-лейтенант».

### 1942—1943
У 1942/43 роках відбувається уніфікація військових звань різних складів та служб РСЧА та РСЧФ. З 1942 року особливі звання інженерно-технічного складу поступово скасовуються в різних службах, поки у 1943 році не були повністю скасовані. Офіцерам інженерно-технічного складу надавалися звання уніфіковані з іншим командним складом, але з додаванням попереднього позначенням «інженер-» для старшого офіцерського складу (та капітану) та «технік-» для молодшого офіцерського складу.
Еквівалентом звання старший інженер-лейтенант в сухопутних силах та в некорабельному складі ВМС стає звання старший технік-лейтенант.

### 1960
Згідно з Уставом внутрішньої служби від 1960 року, відбулося розмежування військових звань офіцерів з вищою та середньою освітою. Офіцери з вищою військово-технічною (технічною) освітою встановлювалися нові звання (молодший інженер-лейтенант, інженер-лейтенант, старший інженер-лейтенант). Також підтверджувалися раніше існуючі ( інженер-капітан, інженер-майор та інші). Для офіцерів, які мали середню військово-технічну (технічну) освіту, залишалися попередні звання (молодший технік-лейтенант, технік-лейтенант, старший технік-лейтенант, капітан технічної служби і далі до полковника технічної служби ).

### Скасування звання (1971)
Згідно з указом Президії Верховної Ради СРСР від 18 листопада 1971 року відбувається уніфікація військових звань. Серед іншого, змінам піддалися звання старших та молодших офіцерів інженерно-корабельного складу. Звання, які починалися зі слова «інженер-», замінювалися на нові аналогічні корабельному складу, з додаванням «-інженер» наприкінці звання. Внаслідок цього старші інженери-лейтенанти стають старшими лейтенантами-інженерами.
Такі ж процеси відбувалися в сухопутних силах та авіації, еквівалентом звання стає старший лейтенант-інженер (звання старшого техніка-лейтенанта, в сухопутних силах було остаточно скасовано в тому ж 1971 році). 

## Знаки розрізнення
Старший інженер-лейтенант мав знаки розрізнення, як у старшого лейтенанта, у вигляді двох середніх стрічок на рукаві. З 1942 року, до цих знаків розрізнення додаються погони. Для даного звання, на погонах притаманних для молодших офіцерів (з одним просвітом) розміщувалося по три малі п'ятипроменеві зірочки. Самі погони несли на собі технічну емблему.